# 塞雷泰茨
49°51′38″N 25°22′53″E / 49.86056°N 25.38139°E
塞雷泰茨（羅馬化：Seretets）是烏克蘭的村落，位於該國西部捷爾諾波爾州，由捷尔诺波尔区負責管轄，處於塞雷特河畔，始建於1785年，面積0.86平方公里，2001年人口478。